# Stavka

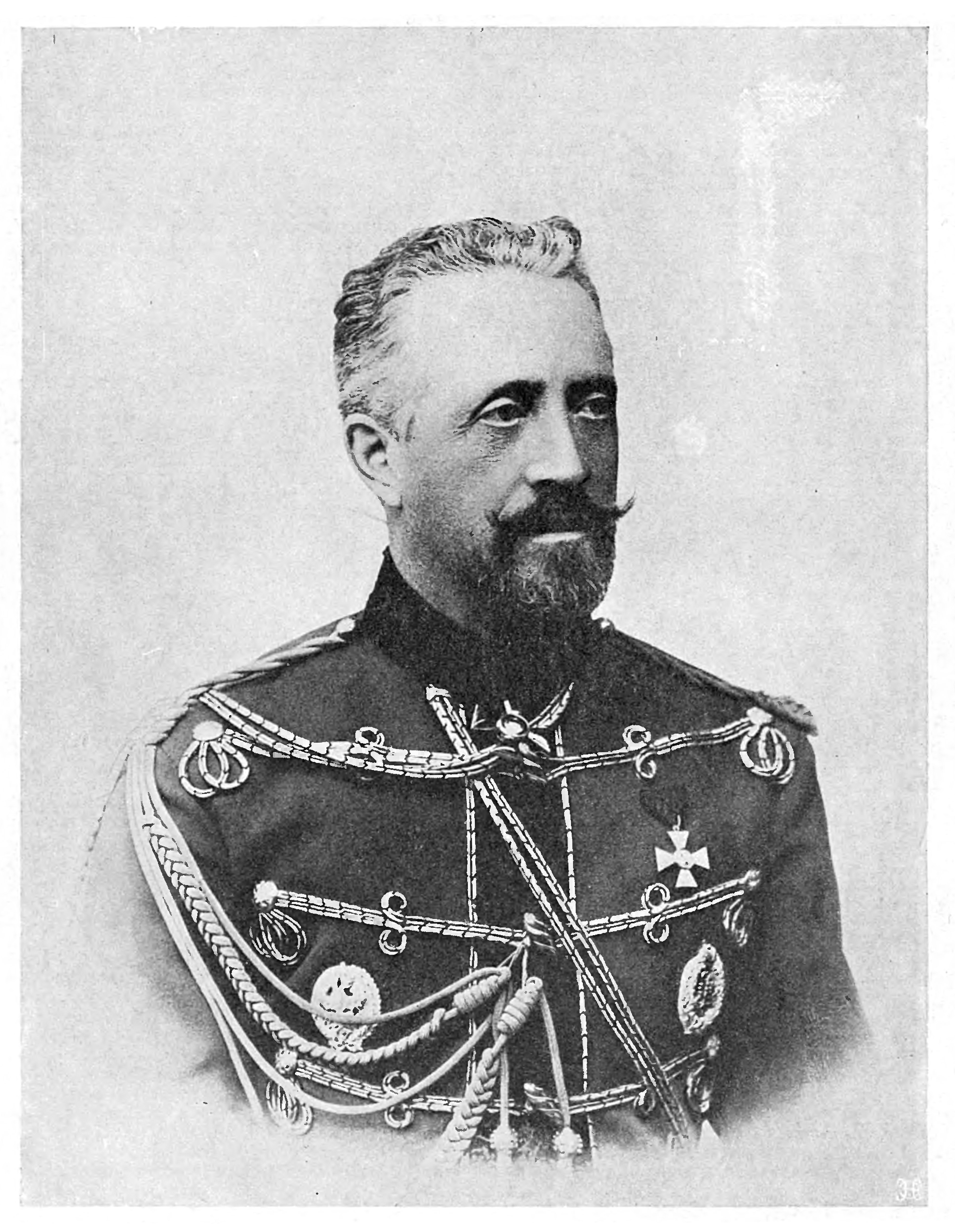
Grootvorst Nicolaas Nikolajevitsj

Stavka (Russisch: Ставка; Nederlands: hoofdkwartier) was het hoofdkwartier van de strijdkrachten in het keizerrijk Rusland en de Sovjet-Unie. In de westerse literatuur wordt het soms geschreven als STAVKA in hoofdletters, als een acroniem. In ruimere zin kan ook de staf zelf, het opperbevel, ermee worden aangeduid.

## Stavka tijdens de Eerste Wereldoorlog
De opperbevelhebber van het Russische leger aan het begin van de Eerste Wereldoorlog was grootvorst Nicolaas Nikolajevitsj, een kleinzoon van tsaar Nicolaas I. Hij werd op het laatste moment, in augustus 1914, benoemd tot opperbevelhebber. Vanwege deze late benoeming had hij geen aandeel meer kunnen leveren in het formuleren van de militaire plannen voor het begin van de oorlog. Hij was een zeer bekwaam leider. In de zomer van 1915 nam de tsaar zelf het bevel over.
Het eerste Stavka-kamp werd gevestigd in Baranovitsji, een stad in het huidige Wit-Rusland. In 1915, na de flinke Duitse opmars, verplaatste de Stavka het kamp naar Mogiljov.

## Stavka tijdens de Tweede Wereldoorlog
Het Stavka Glavnogo Komandovanija (Russisch: Ставка Главного Командования Вооруженных Сил Союза ССР, Nederlands: commandohoofdkwartier van de strijdkrachten van de Sovjet-Unie) werd tijdens de Tweede Wereldoorlog (De Grote Vaderlandse Oorlog) op 23 juni 1941 opgericht. Dit was één dag na de Duitse inval in de Sovjet-Unie. Belangrijke leden van de Stavka waren volkscommissaris van Defensie Semjon Timosjenko (voorzitter), Jozef Stalin, Vjatsjeslav Molotov, Semjon Boedjonny, Kliment Vorosjilov, Georgi Zjoekov en volkscommissaris van de Marine Nikolaj Koeznetsov.
Al na zeventien dagen, dus op 10 juli, vond de eerste naamsverandering van het hoofdkwartier plaats. De naam werd veranderd naar Stavka Verchovnogo Komandovanija. Niet alleen werd de naam veranderd, maar ook werd Stalin benoemd tot voorzitter.
Naast het feit dat Stalin voorzitter werd, nam het Stavka ook een groep adviseurs in dienst. Belangrijke adviseurs waren maarschalk Kiril Meretskov, Grigori Koelik en Boris Sjaposjnikov. Met name de laatste had veel invloed op de beslissingen van het Stavka. Hij moest in 1942 terugtreden wegens gezondheidsproblemen.
Eén maand na de eerste naamswijziging, op 10 augustus 1941, werd de naam van het Stavka opnieuw gewijzigd, ditmaal in Stavka Verchovnogo Glavnokomandovaniija. In januari 1946, toen de oorlog al een tijd voorbij was, werd het hoofdkwartier ontbonden.
Leden van het Stavka, het hoogste militaire beslissingsorgaan, waren vaak ook lid van GKO. De Stavka was ondergeschikt aan de GKO, die de totale macht in de staat had. De leden van de GKO waren allen bevoegd om aanwezig te zijn bij vergaderingen van het Stavka. Omgekeerd was dit niet het geval.